# Turma da Mônica: Lendas Japonesas
Turma da Mônica: Lendas Japonesas é um livro ilustrado publicado pela Editora JBC em parceria com os Estúdios Mauricio de Sousa onde o escritor e poeta André Kondo reconta e adapta histórias tradicionais do folclore japonês cujos personagens são caracterizados pela Turma da Mônica em ilustrações do quadrinista brasileiro Mauricio de Sousa.

## Histórias
O Livro apresenta 12 famosos contos infantis do folclore japonês.

### Tokoyo, a Filha do Samurai
A história conta a jornada de Tokoyo (Mônica) que busca reencontrar seu pai Oribe Shima (Mauricio), um dos mais valorosos samurais do Japão que foi injustamente condenado ao exílio.

### O Coelho da Lua
O Sábio da Lua (Maurício) quer descobrir quem dentre três amigos tem o coração mais generoso: o coelho (Mônica), a raposa (Cascão) ou o macaco (Cebolinha).

### Urashima Taro
Urashima Taro é um jovem de bom coração que ajuda uma tartaruga e é convidado por ela para conhecer o Reino da Princesa do Mar.

### A Gratidão da Garça
Um jovem camponês acolhe uma moça tecelã (Magali) durante um rigoroso inverno.

### Por que o Ogro Vermelho Chorou?
O Ogro Vermelho (Cebolinha), com a ajuda do Ogro Azul (Cascão), põe em prática um plano para ganhar mais amigos.

### Bobo Saburo
Em um distante vilarejo, um garoto chamado Saburo (Zé Lelé) causa inúmeras confusões por causa de sua ingenuidade.

### Teru Teru Bozu
Famosa história da aldeia que pede ajuda a um monge (Cebolinha) para acabar com o excesso de chuva que vem causando transtornos na região.

### Momotaro
Um casal sem filhos encontra um grande pêssego descendo a correnteza no rio, dentro dele, havia um menino, Momotaro (Cebolinha), o menino-pêssego, um presente dos céus ao casal que tanto desejava ter um milho. Depois de alguns anos, já crescido, Momotaro resolve enfrentar os onis, criaturas que saqueavam o vilarejo em que ele vivia.

### Senhor Palha da Sorte
Shobei (Chico Bento) era um jovem que apesar de ser muito pobre e viver em um humilde vilarejo, era extremamente feliz e de uma bondade única.

### A Princesa Tecelã e o Pastor de Rebanhos
História que dá origem as comemorações do Tanabata Matsuri, o Festival das Estrelas. A a Princesa Tecelã, filha do Imperador Celeste, precisa atravessar o rio de estrelas da Via Láctea para encontrar seu amigo, o Pastor dos Rebanhos.

### Issunboshi
Issunboshi (Cascão) é um homem minúsculo, do tamanho de um polegar, mas isso não restringe sua bravura ao defender a filha do Senhor do Castelo.

### Hachikazuki, a Portadora da Tigela
Uma camponesa órfã, que no leito de morte de sua mãe, prometeu a ela sempre usar uma tigela cobrindo a cabeça como proteção. Depois do luto, ela sai em busca de trabalho mas é maldosamente apelidada pelas pessoas de Hachikazuki (que significa "moça com a tigela na cabeça"), mesmo assim não desanima e segue a busca pelos seus objetivos.

## Premiações
O autor André Kondo foi premiado com o terceiro lugar na categoria de Escrito do Ano pelo livro Turma da Mônica: Lendas Japonesas no Prêmio Guarulhos de Literatura 2020.